# Карккіла
Карккіла (фін. Karkkila, швед. Högfors)  — промислове місто в Фінляндії, розташоване за 60 км від Гельсінкі, провінція Уусімаа. Населення 9125 (2014), із яких більшість складає 45-64 літніх.
Площа 255,31 км², 12,95 км²  — водяне дзеркало. Щільність населення 36 осіб/ км².

## Відомі люди
У місті народився відомий фінський карлер і політик Маркку Уусіпаавалніемі (Markku Uusipaavalniemi), депутат Едускунта від партії Кескус (2007).